# Iglesia de San Pedro (Lugo)
La iglesia de San Pedro es un templo católico ubicado en la ciudad gallega de Lugo (España).
La iglesia formó parte del convento de San Francisco de Lugo, que perteneció a la Orden Franciscana y uno de los más destacados de esta ciudad y también, en opinión de algunos autores, la «síntesis de la arquitectura franciscana y dominica en Galicia».

## Historia

### La fundación del convento de San Francisco

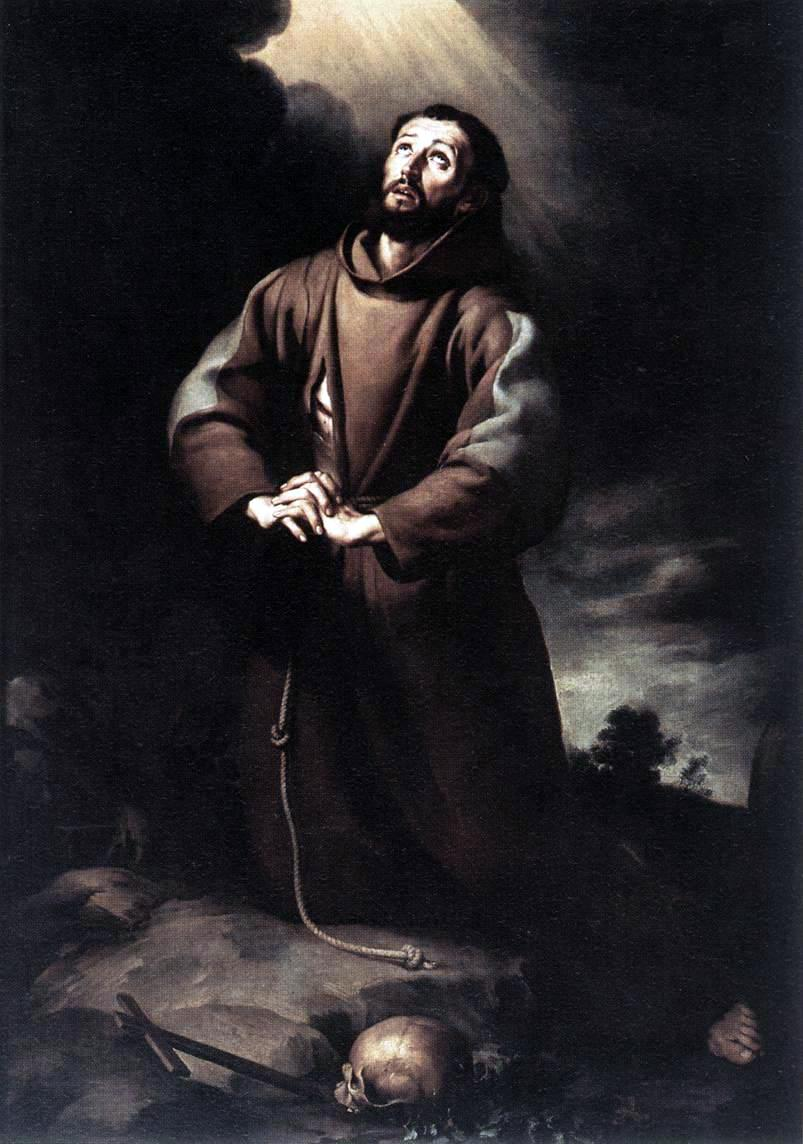
San Francisco de Asís. Óleo sobre lienzo de Bartolomé Esteban Murillo. (Catedral de Amberes)

Según la tradición el convento de San Francisco de Lugo habría sido fundado por el propio San Francisco de Asís en 1214, durante su hipotética peregrinación a Santiago de Compostela, aunque hay numerosos monasterios en España que reivindican ese «honor», y otros autores afirmaron erróneamente que si no fue fundado personalmente por el propio San Francisco debió serlo por algunos de sus discípulos. Y la afirmación de que en 1267 los franciscanos aún no se habían instalado en Lugo «parece» ser cierta en opinión de Marta Pérez Martínez, ya que en el testamento que en esa fecha otorgó el obispo de Lugo, llamado Miguel, el prelado no dejó ningún legado ni a los dominicos ni a los franciscanos de Lugo, a pesar de que sí lo hizo a otros conventos mendicantes de Galicia, por lo que en opinión de dicha historiadora es muy probable que en esa fecha aún no hubiera sido fundado el convento de San Francisco.
Algunos autores afirman que entre los años 1280 y 1282 los franciscanos ya tenían convento en Lugo, y hay constancia indubitada de que en 1282 ya tenían uno, porque en esa fecha establecieron un «pacto de amistad» con los dominicos lucenses y se repartieron una propiedad que habían comprado. Además, en la Crónica de la Provincia Franciscana de Santiago se afirmó, como señaló Tarrío Carrodeaguas, que antes de 1332 el convento de San Francisco ya había sido fundado y que el rey Alfonso XI de Castilla le concedió un privilegio que se conservaba en el convento. Pero no hay pruebas que confirmen que los franciscanos ya ocupaban el edificio actual hasta el año 1358, durante el reinado de Pedro I de Castilla, y en sus primeros momentos, ni la iglesia ni el convento tuvieron un patrocinador destacado que destacase.
Sin embargo, en el siglo XIV el patronato del convento quedó en manos de los condes de Trastámara, ya que Pedro Enríquez de Castilla, que era nieto de Alfonso XI de Castilla y conde de Trastámara, Lemos, Sarria, Viana y El Bollo, planeó enterrarse en la capilla mayor del convento junto con sus familiares. Y el mencionado conde financió buena parte de las obras de la capilla mayor del templo, aunque hay razones para creer que a su muerte, ocurrida en 1400, aún no había sido terminada, lo que obligó a su hijo, Fadrique Enríquez de Castilla, que fue duque de Arjona, a seguir financiando las obras y a construir «capillas y mausoleos» para los miembros de su familia. Y a la muerte del duque Fadrique, que murió preso en el castillo de Peñafiel en 1430, es probable que el patronato del convento pasara a manos de su hermana, Beatriz Enríquez de Castilla, y del esposo de esta última, el conde Pedro Álvarez Osorio, aunque no hay certeza absoluta sobre ello.
Otras familias nobles también tuvieron un protagonismo destacado, aunque inferior al de los condes de Trastámara, en la construcción del convento, y entre ellas figuraban la de los Ulloa, cuya vinculación con el mismo comenzó en 1402, la de los Bolaño, que empezó en 1422, y por último la de los Saavedra y la de los Goyos, que tuvo lugar en 1456.

### El convento entre los siglos XVII y XX

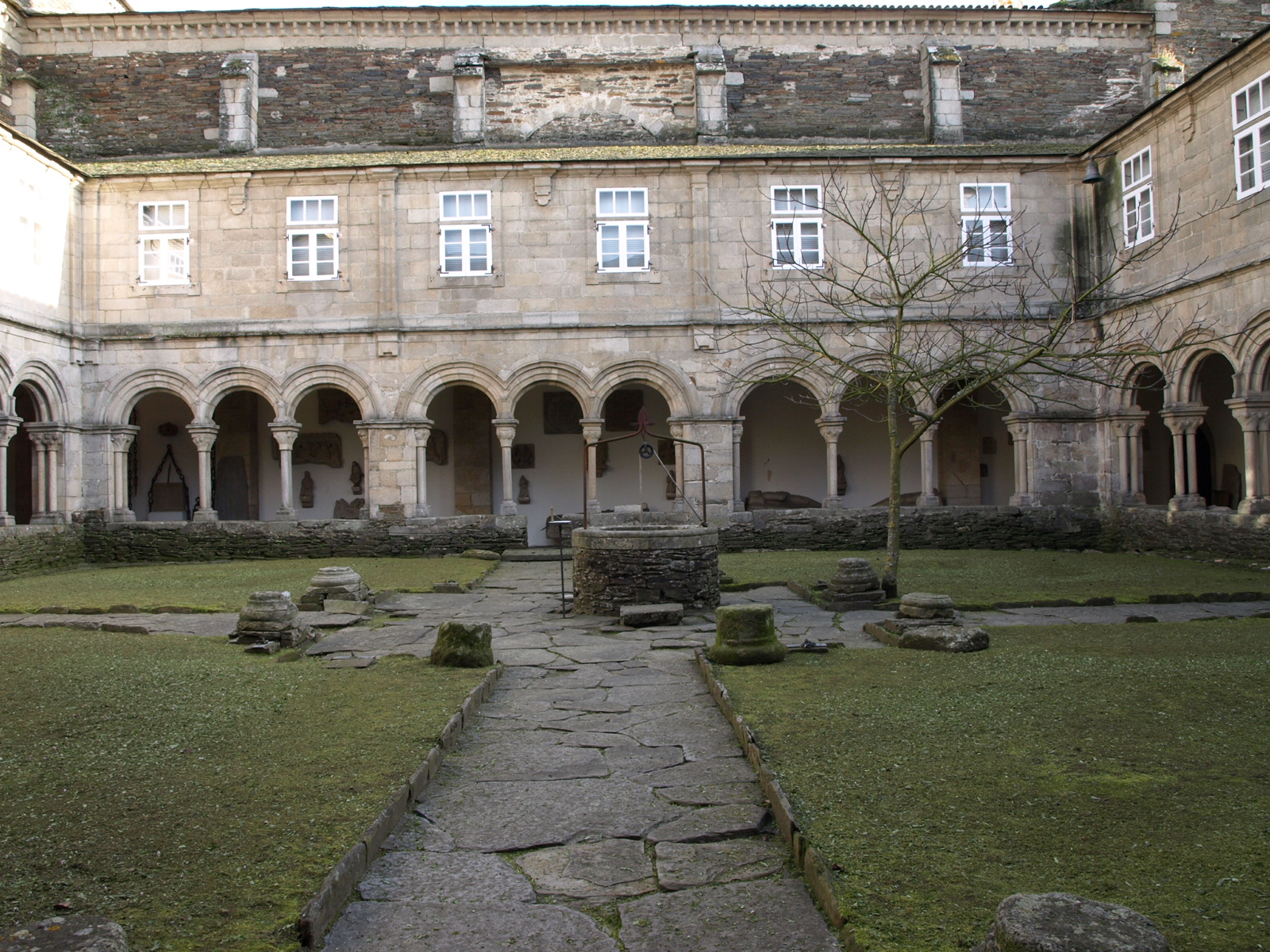
Vista general del claustro del antiguo convento de San Francisco.

El 8 de diciembre de 1638 el convento padeció los efectos de un terrible incendio del que solo se salvaron, por ser los elementos construidos casi enteramente con piedra, la iglesia y el claustro, y el obispo de Lugo, Juan Vélez de Valdivieso, se vio obligado a proporcionar, aunque con carácter temporal, un alojamiento provisional a los franciscanos, de lo que se infiere, como señaló Pérez Martínez, que el convento quedó destruido por completo a excepción de las partes ya mencionadas. Y posteriormente los frailes iniciaron apresuradamente, contando con las generosas limosnas del obispo y de los habitantes de Lugo, la reconstrucción del convento.
En 1809, durante la Guerra de la Independencia, las tropas británicas en primer lugar y posteriormente los soldados franceses causaron graves daños en el complejo conventual, que fue destinado a cuartel, y también en la iglesia, que llegó a ser utilizada como establo. Casi todo el mobiliario del templo fue convertido en leña por los soldados, aunque se salvaron algunos fragmentos de diversos altares, y aunque se desconoce si llegaron a adoptarse algunas medidas para reconstruir el mobiliario del edificio, estas debieron durar poco tiempo, ya que en 1835 el convento sufrió la Desamortización de Mendizábal, que afectó a casi todos los monasterios de España, y el día 30 de agosto de ese mismo año los franciscanos y los dominicos abandonaron la ciudad de Lugo y el convento de San Francisco fue incautado por el Estado y se ordenó su cierre por «circunstancias políticas».

El convento y el claustro, aunque no la iglesia, albergaron sucesivamente a lo largo del siglo XIX un asilo de beneficencia, una casa de maternidad y el Teatro Municipal de la ciudad, y a pesar de que los frailes franciscanos regresaron a Lugo en dicho siglo no volvieron a alojarse en su antiguo convento. Sin embargo, la iglesia conventual tuvo «innobles destinos», como señalaron algunos autores decimonónicos, y llegó a emplearse como presidio y almacenes municipales, siendo entonces cuando desaparecieron algunos de los sepulcros, de los que solo se conservan en la actualidad sus arcosolios, e incluso algunas de las losas del suelo del templo.

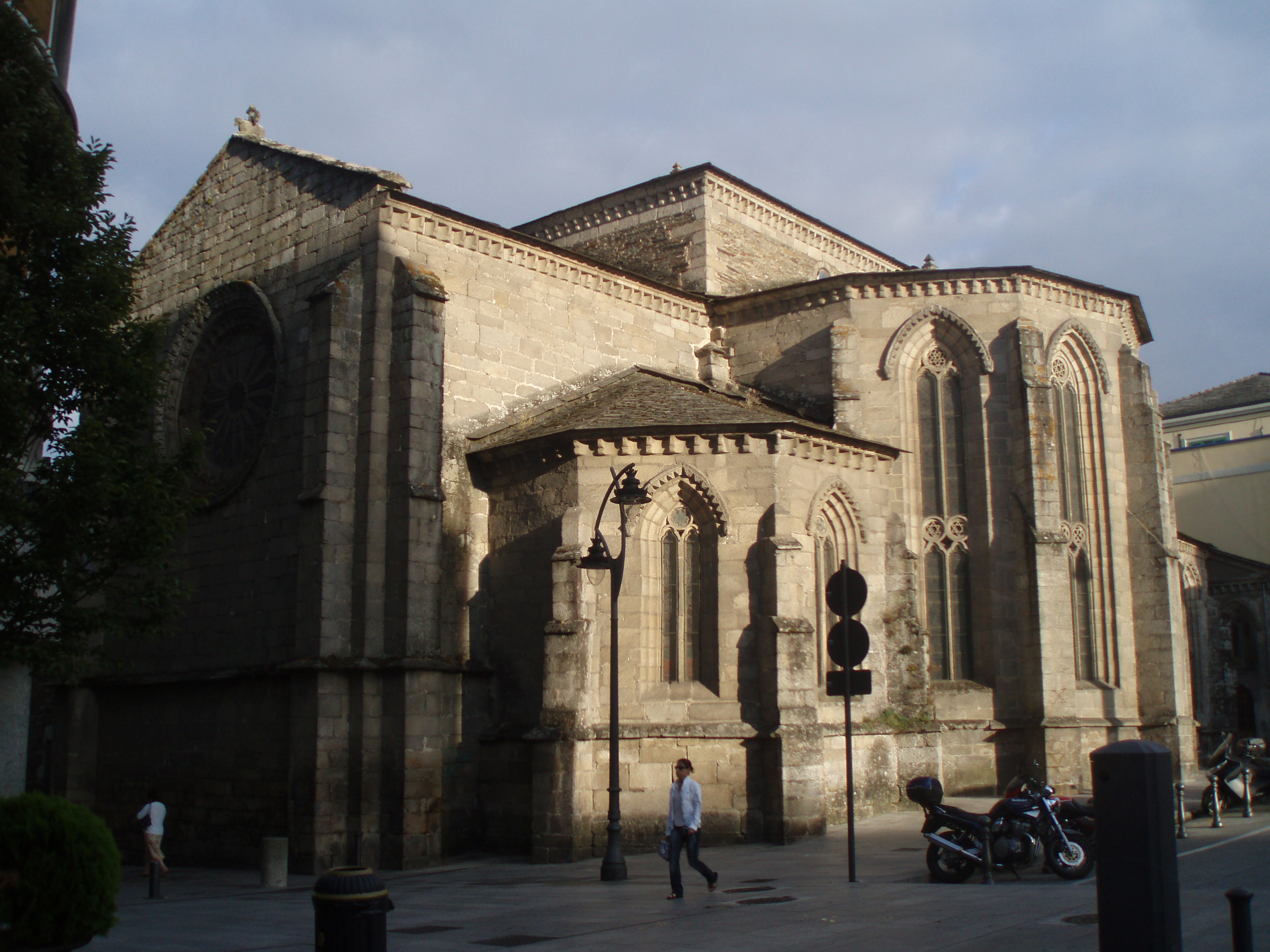
Cabecera de la iglesia de San Pedro de Lugo

En 1867 la antigua iglesia de San Francisco fue cedida a la Venerable Orden Tercera, y sus miembros la restauraron rápidamente para que al menos pudiera abrirse al culto, lo que se llevó a efecto el 10 de febrero de ese mismo año. Pero ello no impidió que en 1892 fuera demolida la sacristía del templo para construir un frontón de pelota.
La iglesia de San Francisco se convirtió en 1915 en la parroquia de San Pedro, que hasta entonces había tenido su sede en la catedral de Lugo, y aún permanece bajo dicha advocación en la actualidad. Y desde 1915 comenzó a restaurarse el antiguo templo gótico, se sustituyó buena parte de la techumbre antigua, y se hicieron grandes reparaciones en la torre, en la que se colocaron escaleras y campanas. Y en 1917, debido a su estado ruinoso, fue demolido el hastial del brazo norte del crucero del templo y vuelto a reconstruir aunque con una pérdida de 80 centímetros de longitud.
En 1931 la iglesia fue declarada Monumento nacional por el Estado español, y en la década de 1950 lo que quedaba del antiguo convento fue demolido para levantar un edificio de nueva planta que debería albergar el Museo Provincial de Lugo, que aún permanece allí. El claustro, la cocina y el refectorio del antiguo convento franciscano forman parte en la actualidad de dicho museo, que abrió sus puertas en 1957, y el arquitecto Francisco Pons Sorolla dirigió en la década de 1970 diversas obras de restauración en la iglesia de San Pedro.

## La iglesia y las dependencias conventuales

### La iglesia de San Pedro

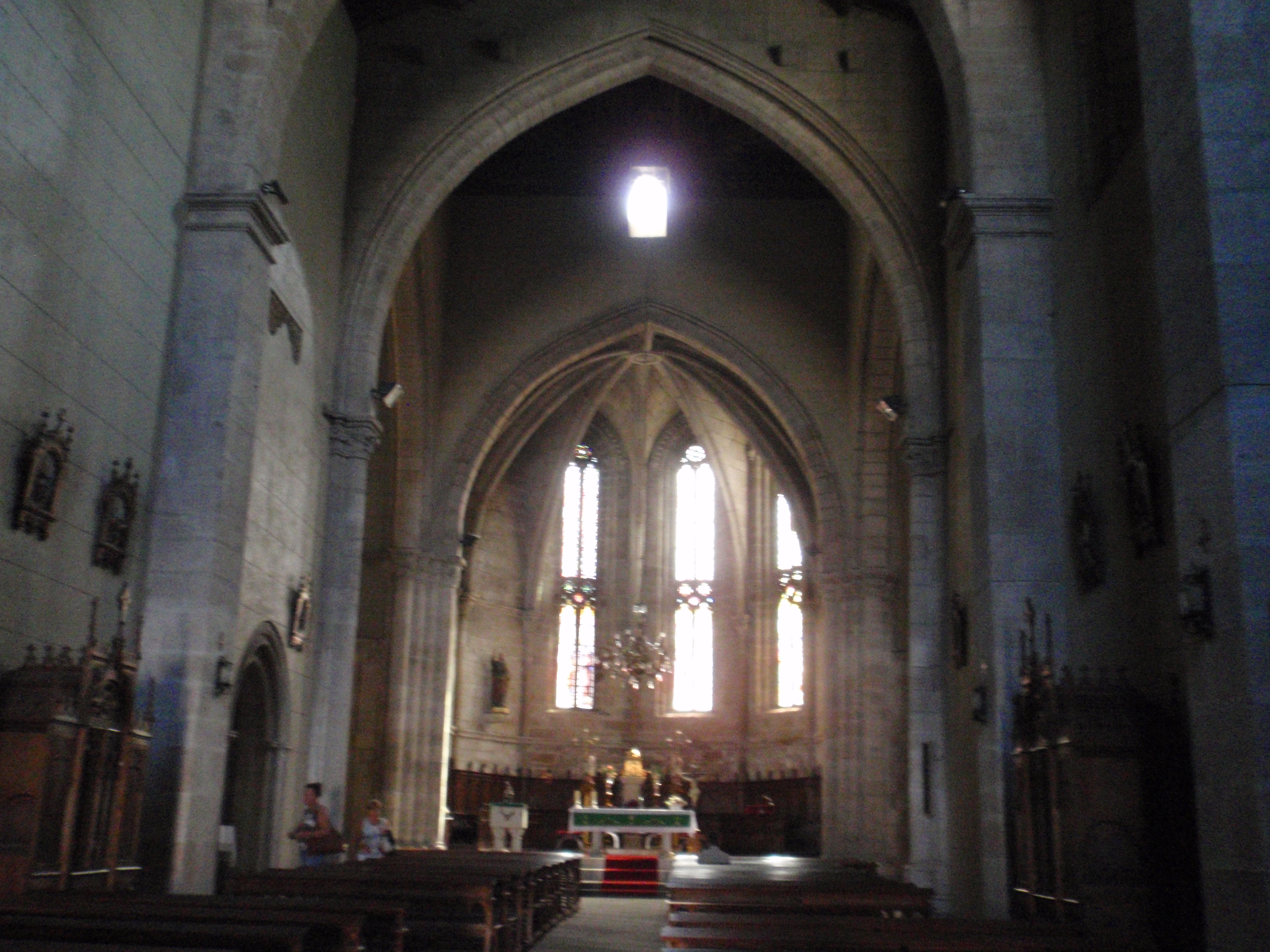
Interior de la iglesia

La iglesia de San Pedro tiene planta de cruz latina, y su crucero, cubierto por un tejado a cuatro aguas que descansa sobre una estructura de madera sostenida por cuatro arcos torales, sobresale tanto en altura como en longitud, y es de «un sólo tramo en cada brazo, y de cinco tramos en la nave».
Y en la cabecera del templo, cuya nave está cubierta por un artesonado de madera plano y a dos aguas, hay tres ábsides, que constituyen otras tantas capillas, y que están cubiertos por bóvedas de crucería, aunque el ábside central, que es donde está situada la capilla mayor, es de mayor tamaño que los de los lados. Y el estilo y la tipología del templo, como señaló Pérez Martínez, es la que más frecuentemente emplearon las órdenes mendicantes en sus iglesias en esa época.
La única nave del templo está compuesta por cinco tramos divididos por «cuatro arcos de diafragma apuntados», y a los pies de la iglesia se halla el coro, que fue construido en el siglo XVIII.

#### Portada principal
Está situada a los pies del templo y en su lado occidental, y hay dos contrafuertes cuadrados que la enmarcan y que frenan el empuje de la nave del templo y de la misma portada, que está realizada con sillares graníticos que terminan en un «piñón a dos aguas» coronado por una cruz. En el cuerpo central hay un amplio ventanal, y en el inferior está la puerta, que permite el acceso al templo. Y junto a la portada se encuentran la torre, que está a su derecha, y la capilla de la Venerable Orden Tercera, que se halla a su izquierda y cuya portada está al mismo nivel de la fachada principal de la iglesia.

#### Capilla mayor

##### Historia

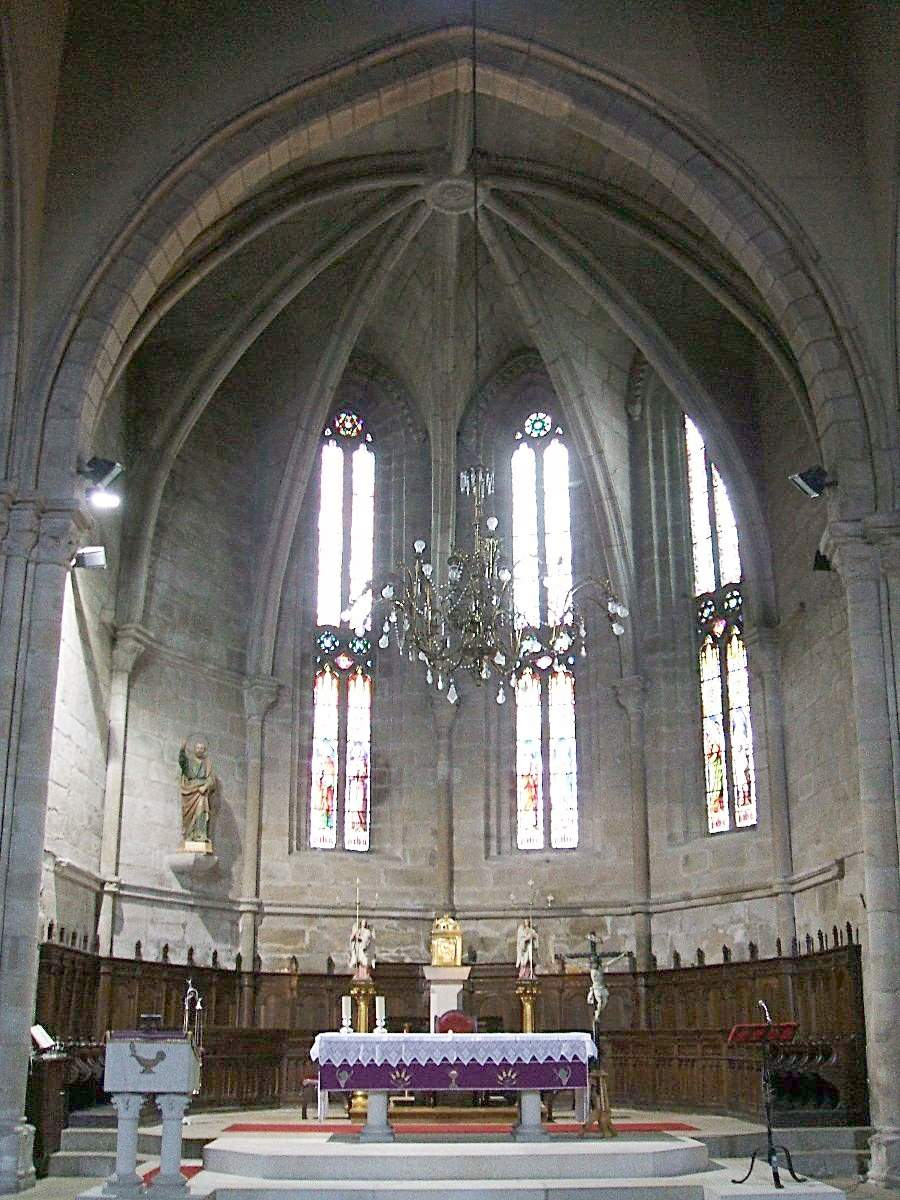
Capilla mayor

El conde Pedro Enríquez de Castilla dispuso en su testamento que su cadáver debería recibir sepultura en una capilla que había fundado en el convento de San Francisco de Villafranca del Bierzo y en la que deberían hacerle una sepultura «solemne e honrada». Y para ese fin legó al convento 200.000 maravedís que quedarían unidos a otros 2000 que había donado anteriormente al mismo procedentes del portazgo de la villa de Villafranca de Valcárcel, de la que el conde era señor, aunque Alfonso Franco Silva señaló que legó a ese convento únicamente 100.000 maravedís.
Pero a pesar de lo anterior, otros autores aseguran que Pedro Enríquez deseaba enterrarse en el convento de San Francisco de Lugo, donde finalmente recibiría sepultura, y afirman que no solo lo deseaba como lugar de enterramiento para sí mismo sino también para los miembros de su familia y «otros nobles relacionados con él». Y el conde fue posiblemente el primer titular del patronazgo de la capilla mayor de los franciscanos de Lugo, cuyas obras financió y donde deseaba que descansaran sus restos, y también costeó según algunos autores la mayor parte de la iglesia conventual y del convento y su propio enterramiento. Y Pérez Martínez señaló que, como era usual en aquella época, el conde posiblemente dejó antes de morir a los franciscanos de Lugo los fondos necesarios para que prosiguieran las obras de su convento, que también sería beneficiado por su hijo Fadrique Enríquez y posteriormente por los condes de Lemos.

##### Descripción
Es la mayor del templo, tiene forma hexagonal, y sobresale tanto «en planta como en alzado» por su altura, anchura y longitud. Y como ya advirtió Pérez Martínez, es muy semejante a la capilla mayor de la iglesia de San Miguel de Palencia. Y Tarrío Carrodeaguas señaló que la originalidad de esta capilla mayor, que según algunos autores guarda un gran parecido con la de la basílica de Santa María dei Frari de Venecia, radica en la forma de su «planta poligonal derivada del decágono», ya que en lugar de un ventanal apuntado en su eje hay un ángulo con su «correspondiente contrafuerte».

##### Cripta
En la década de 1970, durante unas obras de restauración en la iglesia, se descubrió una pequeña cripta de forma hexagonal y de pequeñas dimensiones que según algunos autores debió servir para alojar provisionalmente los restos de los que posteriormente eran sepultados en la capilla mayor, donde fueron localizadas «las osamentas correspondientes», como indicaron algunos autores, que basan su hipótesis en el hecho de que en 1577 fueron trasladados a este convento desde Madrid, donde habían fallecido en 1575, los restos del IV conde de Lemos, Fernando Ruiz de Castro y Portugal, y de su esposa Teresa, que según esa fuente debían ser enterrados en sepulcros colocados en la capilla mayor de la iglesia de San Francisco.
Sin embargo, no hay constancia de que en la capilla mayor haya habido sepulcros, por lo que cabe la posibilidad de que la cripta, a la que actualmente no se puede acceder por estar situada bajo el altar mayor, hubiera servido como lugar provisional de reposo a los mencionados condes.

#### Capilla del lado del Evangelio
Su planta tiene forma de pentágono, y su arco de acceso está compuesto por un arco «apuntado y doblado de sección rectangular». Y en la capilla, que está cubierta por una bóveda sexpartita que descansa sobre dos arcos que se unen en su clave, hay dos ventanales góticos de forma apuntada que están situados en el tercer y cuarto lienzo mural.
La capilla estuvo vinculada a la familia de los Bolaño, que tiene allí dos sepulcros de dos miembros de su linaje, correspondiendo uno de ellos a Pedro Fernández de Bolaño y el otro a su hermano, Rodrigo Alfonso de Saavedra.

##### Sepulcro de Pedro Fernández de Bolaño

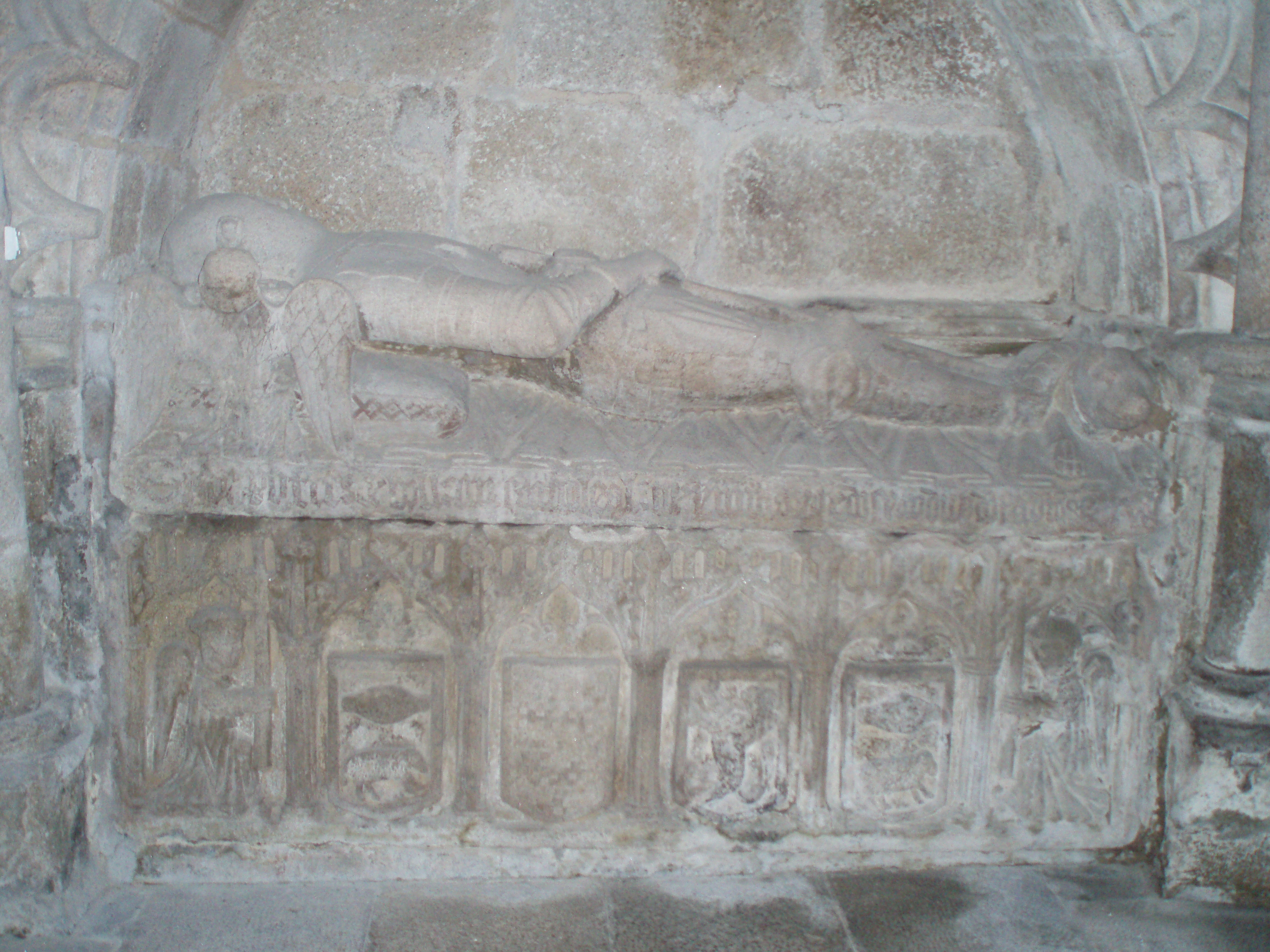
Sepulcro de Pedro Fernández de Bolaño

Este noble era familiar del célebre Fernán Pérez de Andrade y fue el merino mayor del duque Fadrique Enríquez de Castilla, aunque también estuvo vinculado con las atrocidades y desmanes que el padre de este último, el conde Pedro Enríquez, cometió en numerosos monasterios gallegos de los que era comendero. Y en el borde de la estatua del sepulcro aparece colocado el epitafio del difunto, que falleció en el primer cuarto del siglo XV:

S(epultura) DE P(er)O F(erna)N(de)Z DE BOLLANO CAUAL(eir)O LEAL ME(r)YNO MAYOR DO SENNOR DUQ(UE) DO(n) FAD(r)IQ(ue) Q(ue) F(inou) ERA...

El sepulcro se halla en el primer lienzo mural de la capilla, y está cobijado por un arcosolio. En el frente de la urna sepulcral aparecen los escudos de la familia Bolaño, de los Saavedras, y de los Balboas, y sobre el sepulcro está colocada una estatua yacente que representa al difunto, que viste armadura completa y cuya cabeza descansa sobre una almohada.

##### Sepulcro de Rodrigo Alfonso de Saavedra

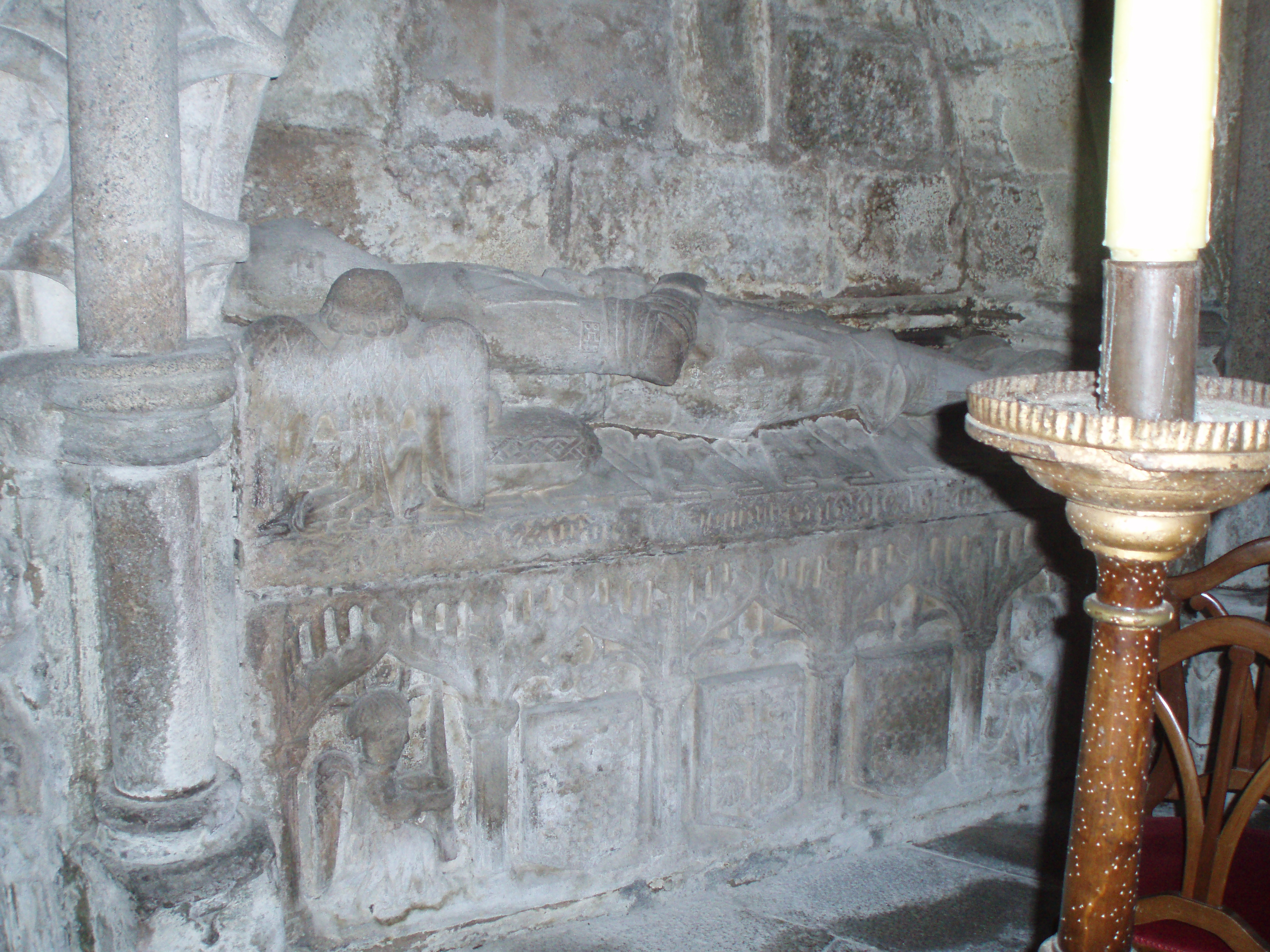
Sepulcro de Rodrigo Alfonso de Saavedra

Era hermano de Pedro Fernández de Bolaño, y al igual que él, falleció en la primera mitad del siglo XV y tomó parte en los abusos cometidos por el conde Pedro Enríquez contra numerosos monasterios gallegos, aunque por otra parte es posible que fuera un destacado benefactor de este templo junto con su hermano. Y en el borde de la tapa del sepulcro, donde se halla colocada la estatua yacente que representa al difunto, aparece la siguiente inscripción:

S(epultura) DE R(odrig)O A(lons)o DE SAAVEDRA SEU YRMAO CAVAL(eir)O LEAL Q(UE) FENO ANO DE M CCCX ¿LVIII?

En el frente de la urna sepulcral aparecen los escudos de los Saavedra y de los Ribadeneira, y la estatua yacente que representa al difunto es casi idéntica a la de su hermano, Pedro Fernández de Bolaño, en casi todos sus detalles, por lo que muy posiblemente ambas fueron esculpidas por el mismo artista, como afirmó Pérez Martínez.

#### Capilla del lado de la Epístola
Es casi idéntica a la capilla del lado del Evangelio, ya que su planta tiene forma de pentágono y su arco de acceso está compuesto por un arco «apuntado y doblado de sección rectangular». Y en la capilla, que está cubierta por una bóveda sexpartita que descansa sobre dos arcos que se unen en su clave, hay dos ventanales góticos de forma apuntada que están situados en el tercer y cuarto lienzo mural.
En el cuarto y quinto tramo mural hay dos arcosolios idénticos a los que hay en la capilla del lado del Evangelio, aunque en esta solo uno de ellos está ocupado por un sepulcro con estatua yacente en la actualidad, que es el que la mayoría de los historiadores atribuyen al conde Pedro Enríquez.

##### Sepulcro atribuido al conde Pedro Enríquez

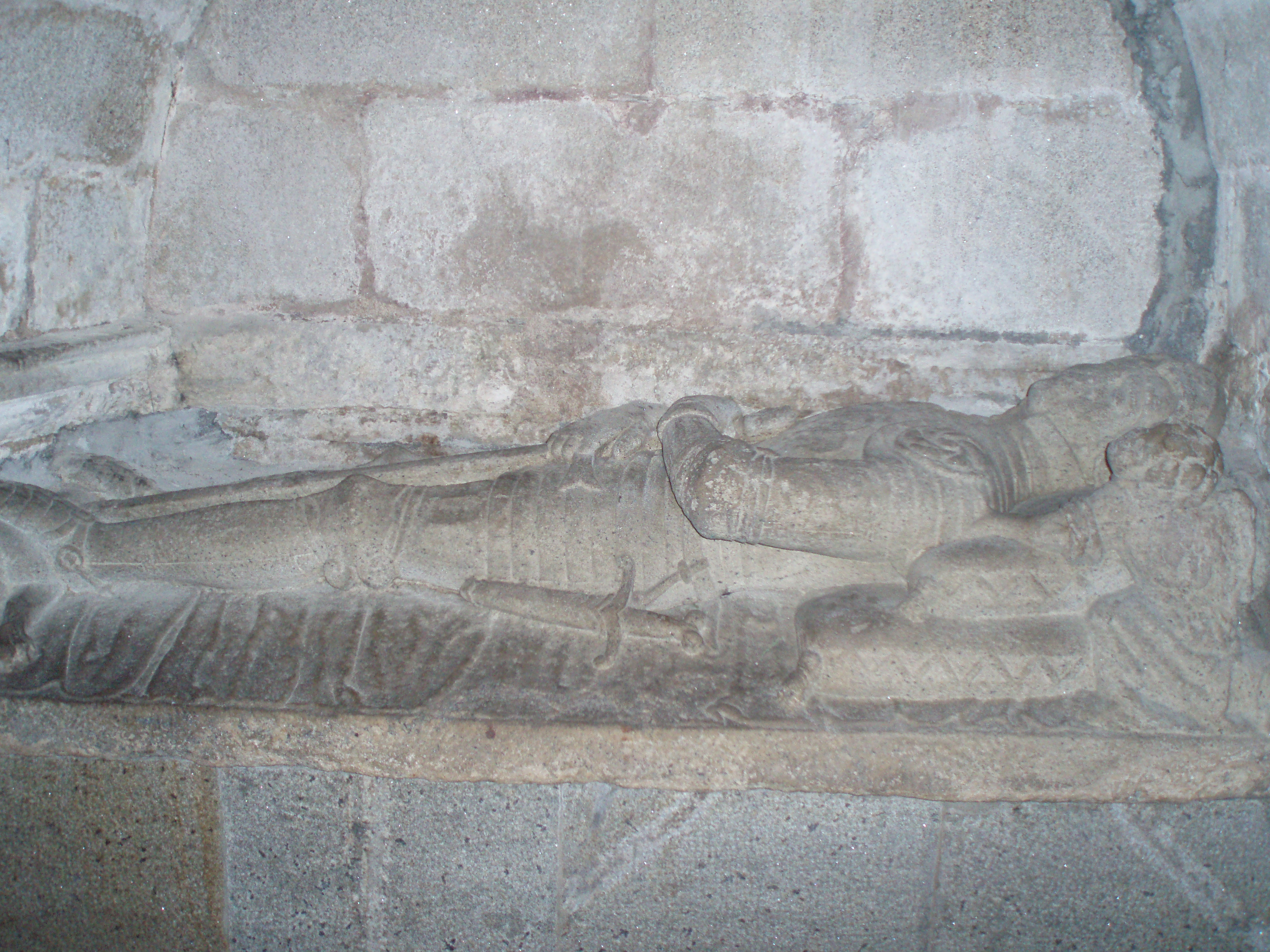
Sepulcro atribuido al conde Pedro Enríquez de Castilla, nieto del rey Alfonso XI

Los restos mortales del conde Pedro Enríquez de Castilla recibieron sepultura, contraviniendo sus deseos, en la iglesia del convento de San Francisco de Lugo, que actualmente recibe el nombre de iglesia de San Pedro y donde también sería enterrada su esposa Isabel de Castro y varios de sus hijos, según consta en el testamento que el duque Fadrique Enríquez, hijo del conde, otorgó en 1425, aunque Franco Silva señaló erróneamente que fue enterrado en el monasterio de San Francisco de Villafranca del Bierzo. Y en el sepulcro del conde se hallaba el siguiente epitafio, que no se conserva en la actualidad:

AQUÍ YACE EL CONDE DON PEDRO, FILLO DE DON FADRIQUE, MAESTRE DE SANTIAGO, NIETO DEL REY DON ALONSO QUE MURIÓ SOBRE GIBRALTAR. FUE CONDE DE TRASTÁMARA, LEMOS, SARRIA, DEL BOLLO Y VIANA, SEÑOR DE VILLAFRANCA Y PONFERRADA. FUE CONDESTABLE DE CASTILLA, PERTIGUERO MAYOR DE SANTIAGO. MURIÓ EN ORENSE, A DOS DE MAYO. AÑO DE MCCCC.

Aunque no hay certeza absoluta sobre ello, la mayoría de los historiadores aseguran, y algunos incluso rotundamente, que los restos del conde reposan actualmente en un sepulcro ubicado en la capilla del lado de la Epístola de la iglesia de San Pedro, aunque otros afirmaron «terminantemente» que en el siglo XVII su sepulcro se hallaba en la capilla mayor del templo, cuya construcción había sido patrocinada por el conde aunque se ignora hasta qué punto. Y en el lugar donde estaría colocado el epitafio del conde, que era en el frontal de la urna, se halla en la actualidad un frontal de cemento sin inscripción alguna, aunque la mayoría de los autores tienen por cierto que ese es su sepulcro. Y este último está situado bajo un arcosolio decorado con arquerías de estilo gótico y rodeadas por una «faja de cuadrifolias en punto», según la descripción de Manuel Chamoso Lamas, aunque según este autor el arca sepulcral o yacija sobre la que está colocada la estatua yacente que probablemente representa al conde no es la primitiva, ya que según él fue destruida tras la desamortización del convento y actualmente es un «simple» muro de sillarejo cubierto con una capa de cemento.
Sobre el arca sepulcral o yacija está colocada la «excelente» estatua yacente que representa al difunto, quien aparece vistiendo una armadura completa y con la cabeza, que descansa sobre dos grandes almohadones, cubierta con un casco con la visera levantada que permite contemplar parte de su rostro, aunque la mayoría de los autores señalan que la estatua es unos 25 o 30 años posterior a la muerte del conde, por lo que su sepulcro no debía estar concluido cuando falleció. Sobre el vientre del difunto está la empuñadura de su espada, que es sujetada por sus manos cubiertas con guanteletes, y sus pies están apoyados en un perro o lebrel como símbolo de fidelidad. Y junto a la cabeza del difunto un pequeño ángel arrodillado con sus brazos extendidos aparece con sus manos introducidas bajo la cabeza y el hombro izquierdo del yacente «como si pretendiese elevarle», lo que según Chamoso Lamas es un símbolo de la «liberación del alma» del difunto tras la muerte.

### La Sala Capitular
De esta sala, que estaba situada en el ala norte del claustro, únicamente han llegado hasta nuestros días los arcos de ingreso.

### Capilla de la Venerable Orden Tercera
Aún sobrevive en la actualidad, aunque prácticamente cerrada al culto, como señaló Pérez Martínez, la capilla de la Venerable Orden Tercera, que está situada en el exterior del templo y junto a su lado sur. En 1693 los frailes franciscanos dieron licencia a la mencionada Orden para construir una capilla junto al templo, que fue abierta al culto en 1695, y es una capilla de planta cuadrada y cubierta por una bóveda de cañón.